# Und täglich grüßt das Murmeltier
Und täglich grüßt das Murmeltier (Originaltitel: Groundhog Day) ist eine US-amerikanische Filmkomödie des Regisseurs Harold Ramis aus dem Jahr 1993. Bill Murray spielt den egozentrischen und sarkastischen Wetteransager Phil Connors, der in einer Zeitschleife festsitzt und ein und denselben Tag immer wieder erlebt, bis er als geläuterter Mann sein Leben fortsetzen kann.
Und täglich grüßt das Murmeltier gilt als einer der besten Filme der 1990er Jahre und als eine der besten Filmkomödien überhaupt. Er hat seit seiner Veröffentlichung einen bedeutenden Einfluss auf die Popkultur: Der Filmtitel, der eine monotone, unangenehme und sich wiederholende Situation bezeichnet, ist sowohl Teil des englischen als auch des deutschen Sprachgebrauchs geworden. Buddhistische, christliche und jüdische Gelehrte interpretieren den Film als eine religiöse Allegorie. Im Jahr 2006 wählte die United States Library of Congress ihn für die Aufnahme in das National Film Registry aus.

## Handlung
Phil Connors ist ein ehrgeiziger, zynischer TV-Wetteransager aus Pittsburgh, dem es davor graut, zum vierten Mal in Folge vom Tag des Murmeltiers am 2. Februar in der Kleinstadt Punxsutawney in Pennsylvania zu berichten. Gemeinsam mit seiner neuen Aufnahmeleiterin Rita und dem Kameramann Larry kommt er am Vortag dort schon entsprechend schlecht gestimmt an. Tags darauf ist seine Laune nicht besser, routiniert rasselt er die Reportage herunter und möchte möglichst schnell wieder weg. Weil aber der Highway wegen eines von Connors nicht vorhergesagten und daher überraschend heraufgezogenen Schneesturms sowie eines querstehenden LKWs gesperrt wird, ist das Drehteam gezwungen, noch einmal in Punxsutawney zu übernachten.
Während der Radiowecker morgens wiederum den Song I Got You Babe von Sonny and Cher spielt, glaubt Phil zunächst, der Sender spiele versehentlich das Band von gestern ab. Nachdem jedoch dieselben Leute ihn mit denselben Worten wie am vorherigen Tag grüßen und die Menschen außerdem wieder zum Festplatz strömen, erkennt er, dass er den Murmeltiertag erneut erlebt. Verwirrt erledigt er erneut seinen Job, aber auch diesmal kann er danach die Stadt nicht verlassen. Der Tag wiederholt sich für ihn immer wieder, ohne irgendeine Erklärung oder einen Ausweg. Vertraut er den anderen sein Problem an, empfehlen diese ihm nur ärztliche Hilfe. Der örtliche Neurologe findet jedoch keine organische Ursache, und der sichtlich überforderte Psychotherapeut bietet ihm einen Termin am nächsten Tag an, was unter den gegebenen Umständen auch nicht sehr hilfreich ist. Phil bleibt also nichts anderes übrig, als sich mit dem seltsamen Phänomen zu arrangieren.
Wie sich zeigt, ist der Ablauf des Tages keineswegs starr festgelegt. Phil kann ohne weiteres verändernd in das Geschehen eingreifen, nur haben die Veränderungen höchstens bis zum folgenden Morgen Bestand, dann beginnt alles wieder von vorn, und alle anderen Menschen erleben den Tag zum ersten Mal. Als Einziger schon zu wissen, was kommen wird, und zudem keine dauerhaften Konsequenzen mehr fürchten zu müssen, eröffnet allerdings verlockende Möglichkeiten. Phil gibt der Versuchung nach und erlaubt sich nun ohne Rücksicht auf Moral und Gesetz alle erdenklichen Ausschweifungen, oder vielmehr: was in so einem Städtchen und innerhalb eines Tages eben machbar ist. Seine tugendhafte Kollegin Rita zu verführen, gehört aber offensichtlich nicht dazu: Solange er nur vorgibt, ein guter Mensch zu sein, beispielsweise indem er Rita vorspielt, vernarrt in Kinder zu sein, kommt immer der Punkt, an dem sie ihn durchschaut. Daher scheitern seine Annäherungsversuche immer wieder. Sooft Phil auch Anlauf nimmt und unter schamloser Ausnutzung der Zeitschleife durch Versuch und Irrtum an seiner Taktik feilt – es endet immer mit einer Ohrfeige.
Schließlich stellt sich bei ihm Überdruss ein, und er beginnt zu verzweifeln. Er begeht auf vielerlei Weise Selbstmord, kann jedoch selbst dadurch das Phänomen des sich endlos wiederholenden Tages nicht beenden – stets wacht er von Neuem um sechs Uhr in seinem Hotelzimmer auf. Er vertraut sich Rita an, und einer ihrer Ratschläge hilft ihm, in seinem festgefahrenen Leben Schritt für Schritt andere Ziele zu finden: Phil beginnt, seine Tage sinnvoll zu verbringen und sich zu bilden. Dabei muss Phil, der sich in Rita verliebt hat, jeden Tag aufs neue versuchen, ihr Vertrauen zu gewinnen. Er wird zu einem Wohltäter für andere und kann vielen in der Stadt zu einem besseren Tag verhelfen. Einen altersschwachen obdachlosen Mann kann er letztlich bei keinem seiner Versuche vor dem Tod bewahren, seine letzten Stunden aber verschönern.
So gelingt es Phil, sich schrittweise in einen besseren, selbstlosen Menschen zu wandeln, indem er die Wiederholung der Zeit nutzt. Er lernt Klavierspielen und das Schnitzen von Eisskulpturen, entwickelt mehr Empathie und hält bei seinem TV-Beitrag zuletzt eine bewegende Rede über den Winter und den Murmeltiertag. Auch rettet er zwei Menschen das Leben. All das lässt ihn in der Stadt zu einem allseits beliebten Mann werden. Schließlich endet die Zeitschleife, als auch Rita sich in ihn verliebt. Beide wachen am 3. Februar gemeinsam auf, und Phil schlägt Rita vor, ihr künftiges Leben miteinander in Punxsutawney zu verbringen.

### Filmfehler
Im Film ist es am Groundhog Day um 6 Uhr morgens bereits hell. Tatsächlich geht in Punxsutawney am 2. Februar die Sonne aber erst gegen 07:20 Uhr auf, sodass es noch ziemlich dunkel sein müsste.

## Hintergrund

### Murmeltiertag

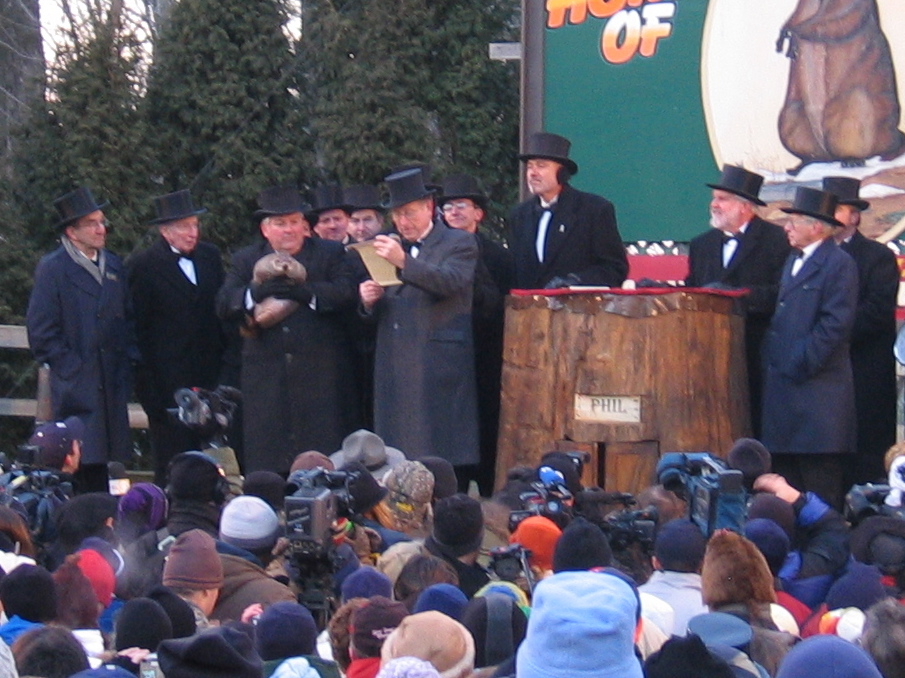
Groundhog Day, 2005

Seit 1887 wird in einigen Städten Nordamerikas am 2. Februar (also am Fest der Darstellung des Herrn) alljährlich der „Murmeltiertag“ (Groundhog Day) begangen, in Punxsutawney besteht die längste Tradition. Erwacht das Tier an diesem Tag und wirft einen Schatten, soll es sechs weitere Wochen winterlich bleiben; ist – wetterabhängig – kein Schatten sichtbar, dann sei der Frühling nahe. Obwohl der Film gar nicht in Punxsutawney gedreht wurde, stiegen die Besucherzahlen des Murmeltiertags nach dem Erscheinen des Films auf das Vierfache.

### Dreharbeiten

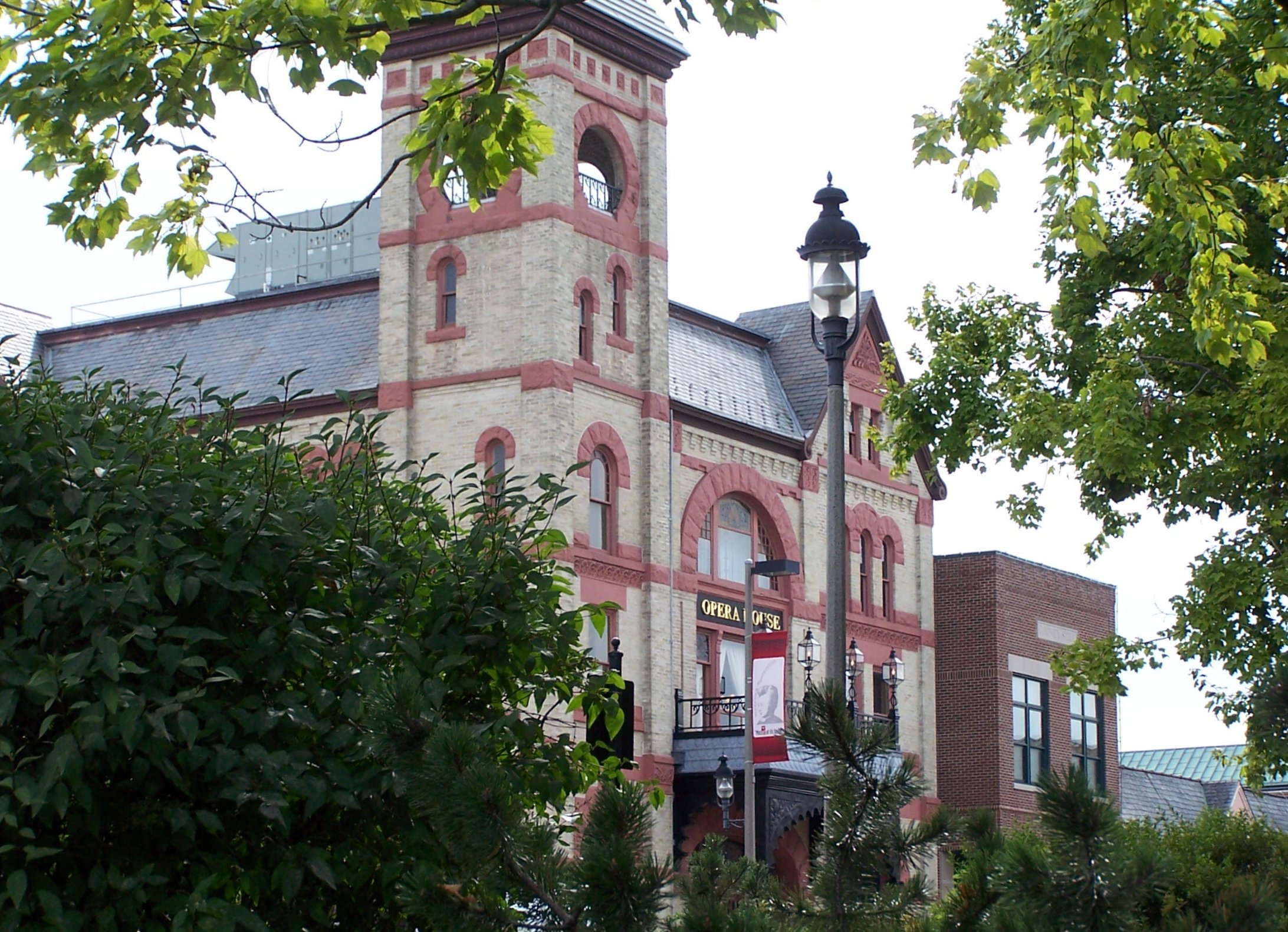
Das Woodstock Opera House, im Film das Hotel von Punxsutawney

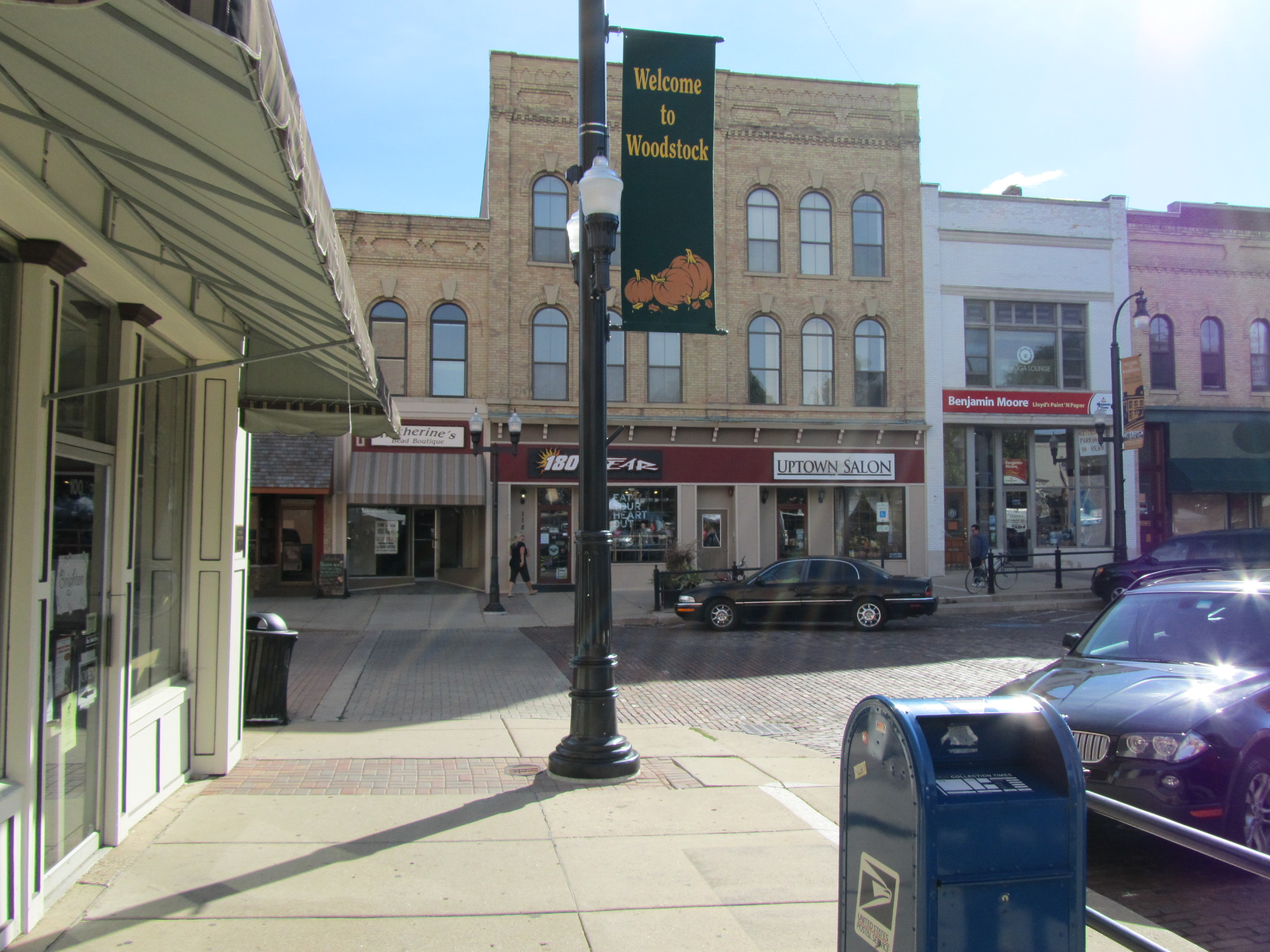
Im Film trifft Phil an dieser Ecke auf seinen Ex-Schulkameraden Ned

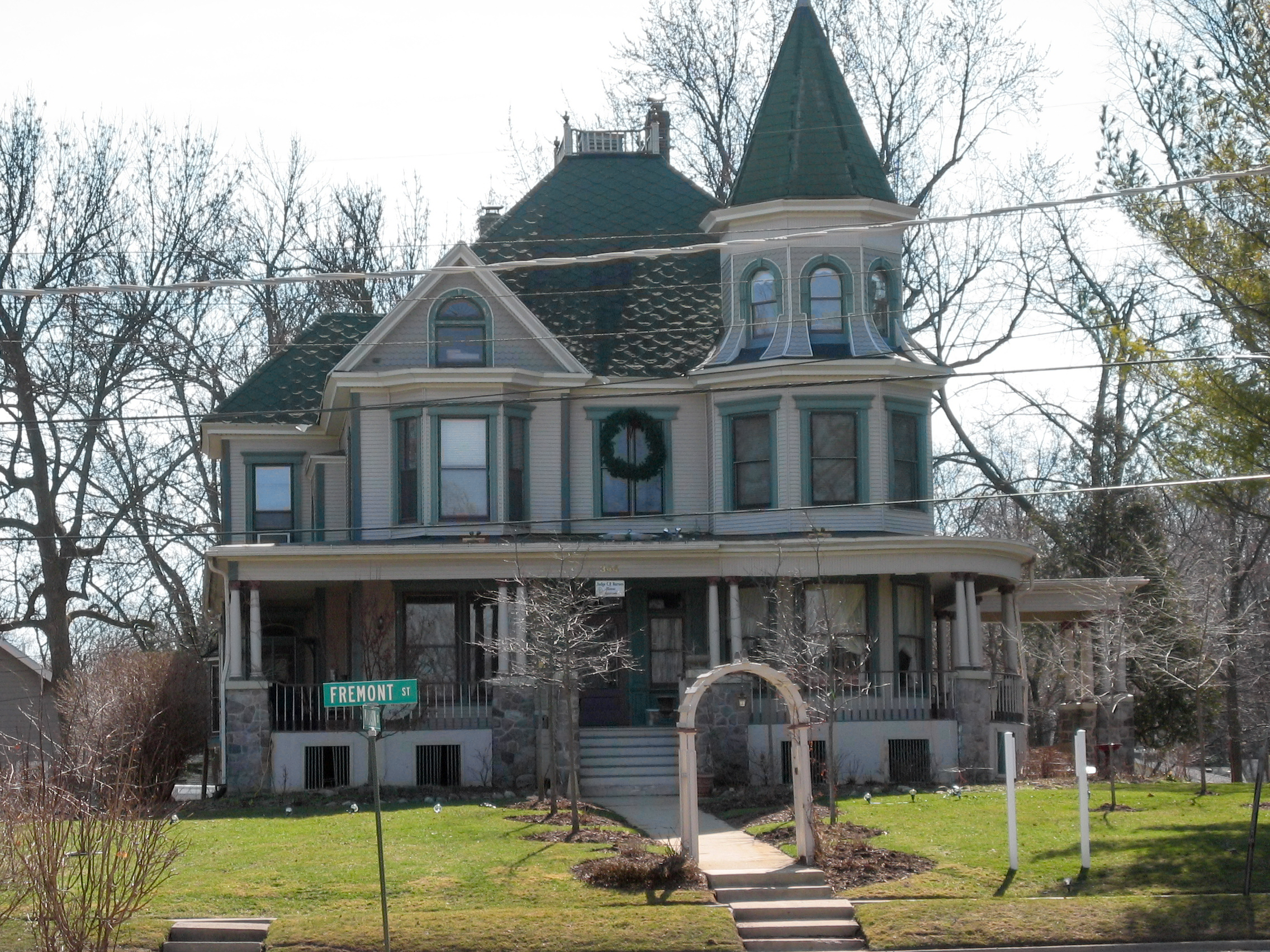
Das mittlerweile privat genutzte Haus 344 Fremont Street, Ecke Madison Street war im Film die Pension, in der Phils Tag immer wieder von Neuem begann

Die Dreharbeiten fanden nicht in Punxsutawney, sondern in der rund 970 Kilometer entfernten Stadt Woodstock in Illinois statt. Der abweichende Drehort wurde hauptsächlich gewählt, da das Festival in Punxsutawney auf einer Waldlichtung, etwa einen Kilometer außerhalb der Stadt, abgehalten wird. Woodstock schien den Produzenten des Films „einfach einen passenden Eindruck“ zu machen. Regisseur Ramis ist in einem kurzen Auftritt als Neurologe zu sehen, der Phil die Röntgenbilder seines Kopfes erklärt, auf denen keine krankhaften Veränderungen zu erkennen sind.
Die Dreharbeiten dauerten von Januar bis April 1992. Die Außenaufnahmen wurden hauptsächlich im historischen Stadtkern rund um den zentralen Woodstock Square aufgenommen. Die Pension, in der Phil Connors wohnte, ist ein Wohnhaus, das einige hundert Meter von der Stadtmitte am südlichen Ende der Madison Street liegt. Als es bei einigen Szenen im Freien sehr kalt war, brachten Menschen aus der Stadt der Filmmannschaft Heizgeräte.
Nach dem Filmerfolg feiert die Stadt nun selbst jedes Jahr den Murmeltiertag. Die Einwohner Woodstocks haben sich mittlerweile analog zum Original Punxsutawney Phil ihr eigenes Murmeltier „Woodstock Willie“ zugelegt; außerdem werden Führungen zu den Film-Schauplätzen angeboten.

### Filmmusik
(in der Reihenfolge des Filmlaufs)
- Weatherman (Komponisten: George Fenton und Harold Ramis; Interpret: Delbert McClinton)
- Klaviersonate Nr. 16 (KV 545), 1. Satz (Komponist: Wolfgang Amadeus Mozart)
- I Got You Babe (von Sonny and Cher, Komponist: Sonny Bono) – tönt im Film stets morgens um 6 Uhr aus dem Radiowecker
- Pennsylvania Polka (Komponist: Lester Lee und Zeke Manners)
- Take Me Round Again (Komponist: George Fenton; Interpret: Susie Stevens-Logan)
- You Don’t Know Me (Komponisten: Eddy Arnold und Cindy Walker; Interpret: Ray Charles)
- 18. Variation aus der Rhapsodie über ein Thema von Paganini (Komponist: Sergei Rachmaninow)
- Phil’s Piano Solo (Komponist: Terry Fryer)
- Almost Like Being in Love (Komponisten: Alan Jay Lerner und Frederick Loewe; Interpret: Nat King Cole)
- La bourrée du célibataire (Komponist: Jacques Brel)[2]

### Zitate im Film
- Das Klavierstück, das Phil während der Zeitschleife erlernt, ist ein Ausschnitt aus Rachmaninows Rhapsodie über ein Thema von Paganini, das dem Abspann zufolge aus dem Film Somewhere in time (1980, dt. Ein tödlicher Traum) übernommen wurde.
- Das Zitat „Der Winter, der im Freien schlummert […]“, das Phil dem Mann im Flur der Pension vorträgt, stammt aus dem Gedicht Work Without Hope von Samuel Taylor Coleridge.[3]
- Der französische Text, den Phil im Restaurant rezitiert, stammt aus dem Lied La bourrée du célibataire von Jacques Brel und bedeutet frei übersetzt: „Das Mädchen, das ich lieben werde, wird wie ein ausgezeichneter Wein sein, der jeden Morgen ein bisschen besser schmeckt.“[4]

## Deutsche Fassung
Die deutsche Synchronisation entstand 1993 unter der Dialogregie von Arne Elsholtz durch die Synchronfirma Film- & Fernseh-Synchron GmbH in München. Elsholtz schrieb auch das Dialogbuch.
| Rolle                                          | Darsteller         | Synchronsprecher     |
| ---------------------------------------------- | ------------------ | -------------------- |
| Phil Connors, Wetteransager                    | Bill Murray        | Arne Elsholtz        |
| Rita, Phils Produzentin                        | Andie MacDowell    | Ulrike Möckel        |
| Larry, Kameramann                              | Chris Elliott      | Axel Malzacher       |
| Ned Ryerson, Phils alter Bekannter             | Stephen Tobolowsky | Ivar Combrinck       |
| Buster Green, Vorsitzender des Murmeltiertages | Brian Doyle-Murray | Walter Reichelt      |
| Mrs. Lancaster, Pensionswirtin                 | Angela Paton       | Inge Solbrig         |
| Nancy Taylor, Phils Date im Restaurant         | Marita Geraghty    | Simone Brahmann      |
| Gus, Mitfahrer bei Phil                        | Rick Ducommun      | Ekkehardt Belle      |
| Neurologe                                      | Harold Ramis       | Fritz von Hardenberg |
| Psychiater                                     | David Pasquesi     | Udo Wachtveitl       |
| Kenny, Phils Assistent                         | Willie Garson      | Frank Röth           |

Im Jahr 2014 ließ der Sender Arte für seine Fernsehausstrahlung eine deutschsprachige Audiodeskription produzieren. Die Bildbeschreibungen werden von Daniela Mohr gesprochen.

## Kritiken
„Ein außergewöhnliches Werk der moralisch ausgerichteten Literatur ist zum Beispiel die scheinbar unbedeutende Komödie Und täglich grüßt das Murmeltier. Es präsentiert uns einen Charakter, der aus dem normalen Leben herausgenommen werden muss, damit er entdecken kann, dass er sein Leben abseits von sich selber lebt.“

„Wenn ich einen Lieblingsfilm anführen sollte, dann würde ich wahrscheinlich Und täglich grüßt das Murmeltier angeben. Das ist eine Komödie, ein Fantasy-Film, eine Romanze und eine moralische Fabel über die Läuterung eines Zynikers.“

„Eine auf einer höchst originellen Idee basierende Komödie, die die tragische Komponente zwar außer Acht lässt, dafür aber zahlreiche hübsche Gags bietet. Souveräne Darstellerleistungen gleichen die eher mäßige Inszenierung weitgehend aus.“

## Auszeichnungen
British Comedy Awards 1993

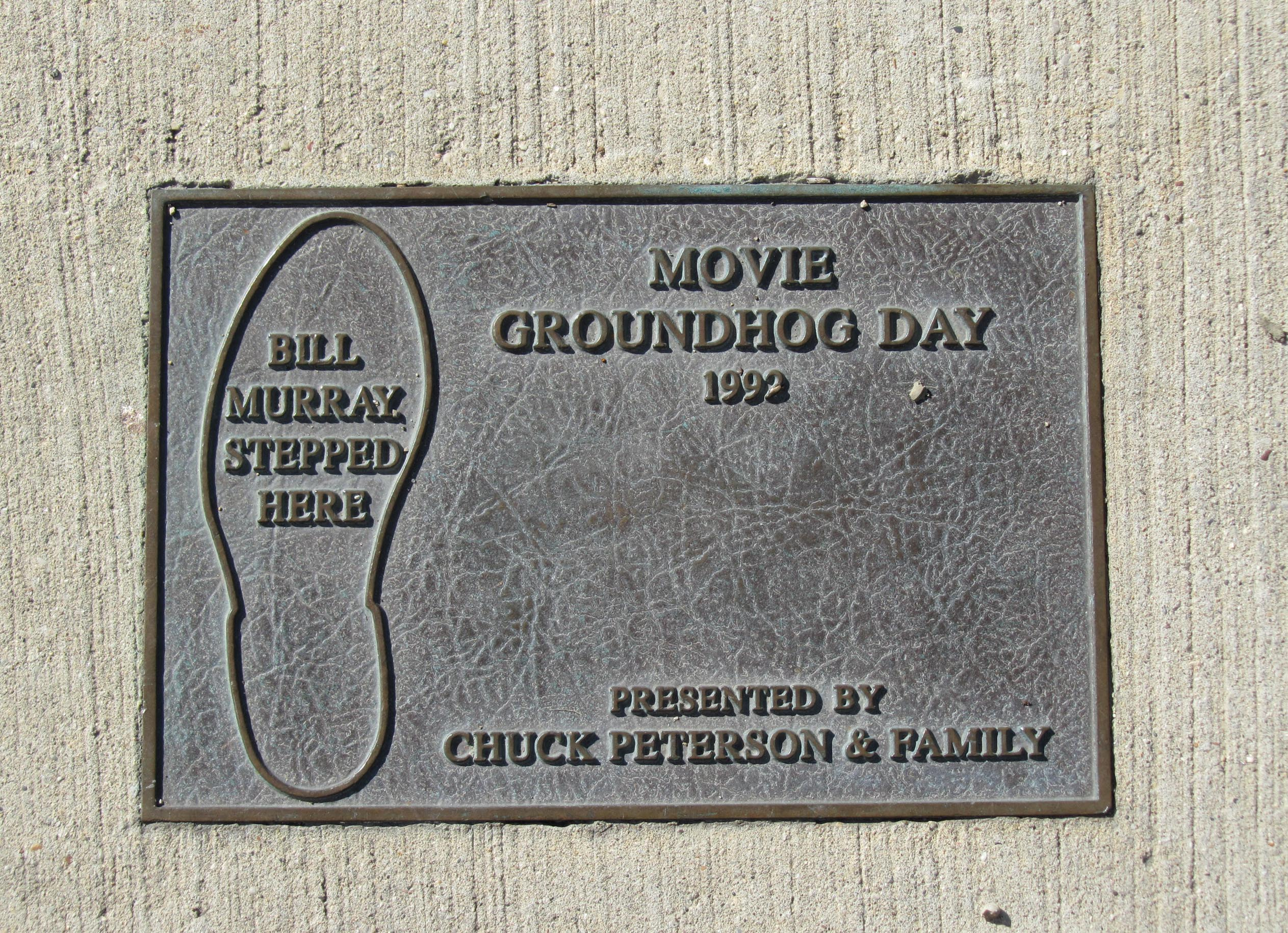
Fußumriss von Bill Murray

- British Comedy Award in der Kategorie Beste Komödie

MTV Movie Awards 1993
- MTV Movie Award in der Kategorie Bester Darsteller in einer Komödie für Bill Murray

Saturn Award 1994
- Saturn Award in der Kategorie Beste Hauptdarstellerin für Andie MacDowell
- Nominiert in der Kategorie Bester Fantasy-Film
- Nominiert in der Kategorie Bester Hauptdarsteller für Bill Murray
- Nominiert in der Kategorie Bestes Kostüm für Jennifer Butler
- Nominiert in der Kategorie Beste Regie für Harold Ramis
- Nominiert in der Kategorie Bestes Drehbuch für Danny Rubin, Harold Ramis

BAFTA Awards 1994
- BAFTA Award in der Kategorie Bestes Drehbuch für Danny Rubin, Harold Ramis

BMI Film & TV Awards 1994
- BMI Film Music Award für George Fenton

Hugo Awards 1994
- Hugo in der Kategorie Beste dramatische Vorführung

London Critics Circle Film Awards 1994
- ALFS Award in der Kategorie Drehbuchautor des Jahres für Danny Rubin, Harold Ramis

National Film Preservation Board 2006
- Aufnahme in das nationale Filmregister (National Film Registry)

## Filmanalyse

### Dauer der Zeitschleife
Die tatsächliche Dauer von Phils Gefangenschaft in der Zeitschleife war und ist Gegenstand vieler Diskussionen. Der sich selbst als „Missionar für den Buddhismus“ bezeichnende Regisseur Harold Ramis hatte die Zeitschleife ursprünglich über einen Zeitraum von 10.000 Jahren angelegt – und damit die Zeitdauer übernommen, die es nach der buddhistischen Lehre benötigt, um die menschliche Seele durch ihre zahlreichen Reinkarnationen zur Perfektion zu führen. Letztlich äußerte Ramis, dass der Film eine über den Zeitraum von mindestens zehn Jahren erstreckte Geschichte erzählt. Ramis führte aus, dass es eben mindestens zehn Jahre dauert, um nur in einer Tätigkeit gut zu werden. Die Hauptfigur Phil Connors erlernt und beherrscht im Laufe des Films u. a. Klavierspielen, die französische Sprache und das Erschaffen von Eisskulpturen. „Wenn man Phils fehlgeleitete Jahre und weitere Ausfallzeiten, die er verbracht hat, mit einbezieht, müssten es eher 30 oder 40 Jahre sein.“ so Ramis weiter. Eine ähnliche Schätzung legt nahe, dass es in etwa 10.000 Stunden Übung braucht, um ein Könner auf einem Gebiet zu werden. Angesichts der Anzahl der Schleifen, die im Film gezeigt werden, und der Zeit, die Phil Connors pro Tag mit den Übungen für die verschiedenen Disziplinen verbringen müsste, ergibt sich, dass Phil etwa 12.400 Tage oder fast 34 Jahre in der Schleife gefangen war. Im ursprünglichen Konzeptentwurf vom Drehbuchautoren und praktizierenden Zen-Buddhisten Danny Rubin heißt es, dass Phil Connors etwa 70 bis 80 Jahre in der Zeitschleife gefangen ist. 2005 sagte Rubins: „Für mich ging es bei dem Film darum, dass man das Gefühl haben musste, etwas zu ertragen, das über einen langen Zeitraum andauerte. (...) Hundert Jahre. Ein ganzes Leben.“ In seinem Buch Groundhog Day hält Autor Ryan Gilbey die Unklarheit über die Länge der Zeitschleife für eines der bemerkenswertesten Elemente des Films. So wie es keine Begründung dafür gibt, warum oder wie Phil in der Schleife gefangen ist, ist die Zeitspanne exakt so lang, wie Phil braucht, um ein besserer Mensch zu werden.

## Konflikt zwischen Hauptdarsteller und Regisseur
Hauptdarsteller Murray und Regisseur Ramis waren uneinig über den Grundton des Films, den Murray eher melancholisch-philosophisch anzulegen wünschte, während Ramis auch die komischen Aspekte betonen wollte. Der Regisseur setzte sich durch; doch die heftigen Auseinandersetzungen am Set beendeten die fast zwanzigjährige Freundschaft zwischen ihm und Murray, der sich erst kurz vor Ramis’ Tod im Jahr 2014 wieder mit ihm versöhnte.

## Vorbilder und Adaptionen
Das Grundthema der Geschichte einschließlich zahlreicher literarischer und filmischer Beispiele wird im Artikel Zeitschleife behandelt.
Der Inhalt ähnelt dem der Kurzgeschichte 12:01 P.M. von Richard A. Lupoff und deren Verfilmungen 12:01 PM und 12:01, was zu Plagiatsvorwürfen führte. Entsprechende rechtliche Schritte wurden letztlich fallengelassen.
Der Stoff des Films inspirierte seinerseits Künstler zu Adaptionen, in denen Elemente oder der Erzählstrang nachgeahmt werden. Mit È già ieri (Und schon wieder gestern) veröffentlichte Giulio Manfredonia im Jahre 2004 ein italienisches Remake des Films. Antonio Albanese spielt darin den Fernsehmoderator Filippo, der auf die Kanaren reisen muss, um eine Reportage über einen Storch zu machen. Aufgrund eines Sturms kann er aber nicht mit der Fähre zum Flughafen auf Teneriffa zurück und bleibt auf der kleinen Insel, auf der er den gleichen Tag (13. August) fortan immer wieder erlebt.
Im Jahr 2017 kam der Stoff als Musical auf die Bühne (Groundhog Day). Die deutschsprachige Erstaufführung (Und täglich grüßt das Murmeltier – Das Musical) fand 2024 im Theater für Niedersachsen statt. Musik und Gesangstexte stammen von Tim Minchin; das Buch hat Danny Rubin geschrieben.
Im ARD-Tatort Murot und das Murmeltier (2019) erlebt Hauptkommissar Felix Murot (Ulrich Tukur) denselben Tag immer wieder, wird dabei mehrfach getötet und findet erst nach vielen Wiederholungen heraus, unter welcher Bedingung die Zeitschleife endet.
In der Folge Marie rennt (Staffel 5, Folge 53) der Fernsehserie Mord mit Aussicht (2024) erlebt die Figur Marie Gabler denselben Tag ebenfalls immer wieder. Ihr Partner Gisbert möchte endlich ein Liebesbekenntnis von ihr haben, welche sie aber nicht machen möchte. Daraufhin wird Gisbert jedes Mal vor ihren Augen getötet, und jedes Mal erwacht sie wieder aus dem Alptraum. Nach vielen Wiederholungen findet Marie heraus, dass sie die Zeitschleife nur durchbrechen kann, indem sie das Liebesbekenntnis an Gisbert macht.

## Rezeption
- Der Filmtitel Und täglich grüßt das Murmeltier hat sich im deutschen Sprachgebrauch allgemein als geflügeltes Wort für eine sich öfter wiederholende, unangenehme Situation etabliert.[25]
- In dem Song Smile von Popsängerin Katy Perry, der im Juli 2020 erschien, erfährt der Groundhog Day eine Erwähnung.
- Das Lied Schon wieder zweiter Februar der deutschen Punk-Rock-Band Montreal thematisiert den Film.
- Der Song Groundhog Day auf dem 2021 erschienenen Album God Save the Rave der deutschen EDM- und Hardstyle-Band Scooter behandelt den Film in Hinblick auf den in der COVID-19-Pandemie häufig eingeschränkten Tagesablauf, da weder Konzerte noch Partys möglich waren.[26] Auch das Musikvideo spielt in einigen Einstellungen auf den Film an.[27]

## Einspielergebnisse
Der Film spielte in den Vereinigten Staaten etwa 70,9 Millionen Dollar ein, während die Produktionskosten nur 14,6 Mio. Dollar betrugen.